# 岩手県旗
岩手県旗（いわてけんき）は、日本の都道府県の一つ、岩手県の旗。本項では、旗に図示されている岩手県章（いわてけんしょう）についても併せて解説する。

## 解説
県章は岩手県庁舎の落成を記念して県内で公募したデザイン案を基に、1964年（昭和39年）11月10日の県告示第1083号により制定された。漢字の「岩」を上下対称に図案化し、豊かな住みよい郷土へと躍進する県の姿を表現している。
県旗は1965年（昭和40年）3月6日に制定された。納戸色（グリニッシュグレイ）の地色に、白抜きの県章を中央に配している。
県章のデザインは2014年（平成26年）12月31日、県旗の配色は翌2015年（平成27年）12月31日にそれぞれ著作権の保護期間を満了し、パブリックドメインとなっている。